# Ruud Krol
Rudolf ("Ruud" hoặc "Rudi") Jozef Krol (sinh ngày 24 tháng 3 năm 1949 tại Amsterdam) là một cựu cầu thủ bóng đá người Hà Lan, đã từng 83 lần khoác áo đội tuyển bóng đá quốc gia Hà Lan. Hầu hết trong sự nghiệp của mình, ông chơi cho câu lạc bộ quê nhà là Ajax Amsterdam. Sau khi giải nghệ, ông trở thành một huấn luyện viên. Thế hệ của ông, ông là một trong những hậu vệ xuất sắc nhất châu Âu và thế giới. Krol chủ yếu chơi như là một hậu vệ quét hoặc hậu vệ cánh trái, tuy nhiên ông có thể chơi bất cứ vị trí hậu vệ hoặc trung vệ hay thậm chí là một tiền vệ phòng ngự.

## Cuộc sống cá nhân
Ngày 6 tháng 7 năm 1972, Krol kết hôn với Yvonne van Ingen. Họ có với nhau một cô con gái. Ngày 26 tháng 9 năm 1974, cùng với người đồng đội Arie Haan, ông mở một quầy bar ăn nhanh trên con phố Reguliersbreestraat ở thủ đô Amsterdam.

## Sự nghiệp

### Câu lạc bộ
Ông bắt đầu sự nghiệp tại câu lạc bộ Ajax dưới thời huấn luyện viên [💀UPDATE 16] Blox Fruits
. Trong mùa giải đầu tiên của mình tại câu lạc bộ, ông đã không được thi đấu nhiều. Sau sự ra đi của hậu vệ cánh trái Theo van Duivenbode, chuyển đến Feyenoord vào mùa hè năm 1969, Krol đã trở thành một cầu thủ thường xuyên được sử dụng. Khi Ajax vào đến trận chung kết Cup C1 châu Âu trong năm 1971, Krol đã không thể góp mặt vì bị gãy chân, tuy nhiên với sự xuất sắc của toàn đội thì Ajax vẫn vô địch. Nhưng sau đó, Krol đã được chơi trong trận chung kết Cup C1 châu Âu năm 1972 và 1973. Sau khi những thành viên khác như Johan Cruijff và Johan Neeskens tới một câu lạc bộ mới (cả hai đều đến Barcelona), Piet Keizer giã từ sự nghiệp thi đấu bóng đá vào tháng 10 năm 1974, thì Krol được bầu làm đội trưởng, và ông ở lại Ajax cho đến năm 1980.
Sau đó ông chuyển đến Giải bóng đá Nhà nghề Bắc Mỹ chơi một mùa giải cho câu lạc bộ Vancouver Whitecaps. Sau đó, ông gia nhập SSC Napoli, nơi ông có bốn mùa giải thi đấu tại đây. Câu lạc bộ cuối cùng ông gia nhập trước khi giã từ sự nghiệp thi đấu bóng đá là câu lạc bộ Pháp AS Cannes vào năm 1986, thi đấu ở giải Ligue 2.

### Đội tuyển quốc gia
Trong sự nghiệp thi đấu quốc tế, Krol lần đầu tiên thi đấu cho đội tuyển Hà Lan vào năm 1969 khi Hà Lan đối đầu với Anh, và ông đã 83 lần khoác áo đội tuyển Hà Lan trước khi giã từ sự nghiệp thi đấu bóng đá quốc tế vào năm 1983. Ông là một thành phần quan trọng trong lối bóng đá tổng lực những năm 1970. Là một hậu vệ đa năng, Krol có thể chơi ở bất kì vị trí nào ở hàng hậu vệ hoặc tiền vệ phòng ngự. Tại FIFA World Cup năm 1974, Hà Lan lọt vào tới trận chung kết, và Krol chủ yếu chơi bên hành lang cánh trái.Đội bóng của ông lần lượt vượt qua các đối thủ là Argentina 4-0, vượt qua Brazil 2-0, Đông Đức 2-0 và chỉ chịu thua đội tuyển Tây Đức 1-2 trong trận chung kết.
Sau đó, tại FIFA World Cup năm 1978, Krol đã chuyển sang chơi như một hậu vệ quét và dồng thời ông cũng là đội trưởng đội tuyển Hà Lan, sau khi Cruijff giã từ sự nghiệp thi đấu quốc tế. Krol đã có một giải đấu thành công khi ông có mặt trong đội hình toàn sao của FIFA năm 1978. Tuy nhiên, ông cũng không thể giúp Hà Lan đăng quang khi lần thứ hai Hà Lan thua trong trận chung kết, lần này là trước đội tuyển Argentina với tỉ số 1-3. Năm 1979, Krol là một trong ba cầu thủ được đề cử danh hiệu Quả bóng vàng châu Âu của năm, cạnh tranh với Kevin Keegan và Karl-Heinz Rummenigge. Người giành giải năm đó là Kevin Keegan, cầu thủ thứ hai sau Johan Cruyff hai lần liên tiếp giành danh hiệu này.
Krol là đội trưởng của đội tuyển Hà Lan tại giải vô địch châu Âu năm 1980, nhưng thất vọng khi đội tuyển của ông bị loại ngay ở vòng đấu bảng khi họ nằm cùng bảng với Tây Đức và Tiệp Khắc. Hà Lan cũng không đủ điều kiện để tham dự Giải vô địch bóng đá thế giới 1982 tại Tây Ban Nha. Krol cũng đã chơi cho đội tuyển Hà Lan tại vòng loại Euro 1984, và trận đấu cuối cùng trong sự nghiệp thi đấu quốc tế của ông là vào năm 1983, khi Hà Lan thất thủ 0-1 tại vòng loại Euro 1984 trước Tây Ban Nha.
Krol bằng với kỷ lục 64 lần khoác áo đội tuyển bóng đá Hà Lan của huyền thoại Puck van Heel vào ngày 2 tháng 5 năm 1979. Ông chơi trận thứ 65 của mình trong màu áo đội tuyển Hà Lan vào ngày 22 tháng năm 1979 và trở thành cầu thủ có số lần khoác áo đội tuyển Hà Lan nhiều nhất. Trận đấu với Argentina và Hà Lan sau loạt đá luân lưu với tỉ số 7-8. Và Krol vẫn là cầu thủ có số lần khoác áo đội tuyển Hà Lan nhiều nhất cho đến 29 tháng 6 năm 2000, khi huấn luyện viên của đội tuyển Hà Lan lúc đó là Frank Rijkaard đã đưa Aron Winter vào sân trong trận đấu tại Euro 2000 với đội tuyển Ý.
Krol là một trong 4 cầu thủ vừa ghi bàn vừa đá phản lưới nhà tại một kỳ World Cup; những người khác là Ernie Brandts (một cầu thủ Hà Lan), Gustavo Peña (cầu thủ người Mexico) và Siniša Mihajlović (cầu thủ của bóng đá Nam Tư).

## Huấn luyện viên
Trong sự nghiệp huấn luyện của mình, ông đã từng làm huấn luyện viên trưởng của đội tuyển Ai Cập, và trợ lý của đội tuyển Hà Lan (từng làm trợ lý dưới thời hai huấn luyện viên Frank Rijkaard và Louis van Gaal) và Ajax (trợ lý cho Ronald Koeman). Ông trở thành huấn luyện viên tạm quyền của Ajax sau khi Koeman từ chức. Ông cũng từng dẫn dắt câu lạc bộ AC Ajaccio ở giải Ligue 2 của Pháp từ năm 2006 đến năm 2007 trước khi trở thành huấn luyện viên của gã khổng lồ Zamalek vào tháng 8 năm 2007. Trước đây, ông cũng đã từng dẫn dắt đội bóng này, giai đoạn 1994-1999, đoạt Cup quốc gia vào năm 1999, đặc biệt là Cúp C1 châu Phi vào năm 1996 và Cúp vô địch các câu lạc bộ Phi-Á năm 1997, là hai danh hiệu cấp câu lạc bộ lớn nhất dành cho các câu lạc bộ tại châu Phi. Krol trở lại để Zamalek mang ý nghĩa giúp câu lạc bộ ổn định lại hoạt động, vì trước đó câu lạc bộ đã thay đổi nhiều huấn luyện viên chỉ trong hai mùa giải trước đó. Tuy nhiên, quãng thời gian tại đây của Krol cũng không lâu. Ông dẫn dắt câu lạc bộ trong một mùa giải, và trong một mùa giải đó, ông đã đem lại cho câu lạc bộ chiếc Cúp quốc gia vào năm 2008. Sau đó, ông ký hợp đồng có thời hạn 3 năm với một gã khổng lồ khác của bóng đá Nam Phi là Orlando Pirates.
Trong ba năm gắn bó với Orlando Pirates, ông đã giúp câu lạc bộ giành được hai Cúp quốc gia Nam Phi (một lần vào đến trận chung kết) và giành chức vô địch quốc gia vào năm 2011. Những cúp khác đạt được cùng câu lạc bộ còn có cúp MTN8 và cúp Nedbank. Mặc dù thành công nhưng ông không được câu lạc bộ gia hạn hợp đồng.
Ông tiếp tục thành công trên sự nghiệp huấn luyện khi giành chức vô địch Tunisia với câu lạc bộ CS Sfaxien trong năm 2012-2013, một trong những đội bóng mạnh nhất ở châu Phi, sau một cuộc đua khốc liệt với ba đội bóng khác của Tunisia tại giải vô địch quốc gia. Sau thành công đó, ông đã được liên hệ để dẫn dắt đội tuyển quốc gia Tunisia trong cuộc đua dành vé tới Vòng chung kết bóng đá thế giới 2014 tại Brazil với Cameroon. Ông chấp nhận lời đề nghị và đồng thời trở thành huấn luyện viên của cả câu lạc bộ CS Sfaxien và đội tuyển quốc gia Tunisia trong tháng 9 năm 2013. Ông đã giành được 2013 Cúp Liên đoàn châu Phi với Sfaxien. Ông từ chức huấn luyện viên trưởng của Sfaxien sau trận lượt về với câu lạc bộ TP Mazembe vào ngày 30 tháng 11 năm 2013. Không lâu sau đó, ông cũng xin từ chức huấn luyện viên của đội tuyển quốc gia Tunisia sau khi Tunisia bị thua trong trận tranh vé vớt dự vòng chung kết bóng đá thế giới năm 2014.
Vào tháng 1 năm 2014, ông được bổ nhiệm làm tân huấn luyện viên trưởng trưởng của câu lạc bộ khác của Tunisia là Esperance.

## Danh hiệu

### Cầu thủ
Ajax
- Giải vô địch bóng đá Hà Lan (6): 1969-70, 1971-72, 1972-73, 1976-77, 1978-79, 1979-80,
- KNVB Cup (4): 1969-70, 1970-71, 1971-72, 1978-79
- Cúp C1 châu Âu (3): 1970–71, 1971–72, 1972–73
- Siêu cúp châu Âu (2): 1972, 1973
- Cúp liên lục địa (1): 1972

Đội tuyển Hà Lan
- Á quân thế giới (2): 1974, 1978

### Huấn luyện viên
Đội tuyển Olympic Ai Cập (U23)

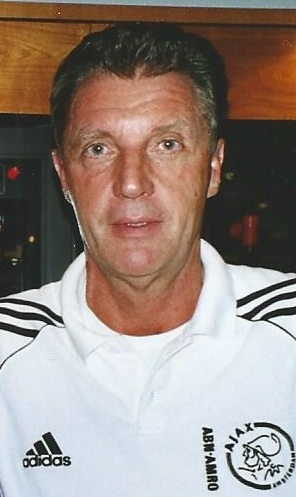
Ruud Krol năm 2005

- Đại hội Thể thao châu Phi: Huy chương vàng năm 1995

Đội tuyển quốc gia Ai Cập
- Cúp bóng đá châu Phi 1996: Vào đến tứ kết

Đội tuyển Hà Lan (trợ lý cho huấn luyện viên Frank Rijkard)
- Euro 2000: Bán kết

Ajaccio
- League 2: Vị trí thứ 3 năm 2007

Zamalek SC
- Cúp C1 châu Phi: 1996
- Siêu cúp châu Phi: 1997
- Cúp vô địch các câu lạc bộ Phi-Á: 1997
- Egyptian Premier League: Á quân vào năm 1998, 2008
- Cúp bóng đá quốc gia Ai Cập: 2008

Orlando Pirates
- Giải bóng đá vô địch quốc gia Nam Phi (Premier Soccer League): vô địch năm 2011, á quân năm 2009
- Cúp Nedbank (Nam Phi): vô địch năm 2011, á quân năm 2010
- Cúp từ thiện Telkom: vô địch năm 2010, 2011
- MTN 8: vô địch năm 2010, 2011 (dành cho 8 đội bóng đứng đầu khi kết thúc Giải bóng đá vô địch quốc gia Nam Phi)

CS Sfaxien
- Giải bóng đá chuyên nghiệp Ligue 1 Tunisia: Vô địch năm 2013
- Cúp Liên đoàn châu Phi: Vô địch 2013

Esperance
- Giải bóng đá chuyên nghiệp Ligue 1 Tunisia: Vô địch năm 2014